# Campeonato Mundial de League of Legends 2023
El Campeonato Mundial de League of Legends 2023 (en inglés: 2023 League of Legends World Championship) o Worlds 2023, fue la decimotercera edición del campeonato mundial de deportes electrónicos para el videojuego multijugador League of Legends, organizado por el desarrollador del juego, Riot Games. El torneo se llevó a cabo del 10 de octubre al 19 de noviembre en Corea del Sur. Veintidós equipos de 9 regiones clasificaron para el torneo en función de su ubicación en circuitos regionales, con ocho de esos equipos debiendo disputar una fase de apertura previa al torneo principal.
Esta edición presentó un nuevo formato, reemplazando la fase de grupos por un torneo suizo en el evento principal.

## Equipos clasificados
Un total de 22 equipos participan en el torneo, clasificados desde las siguientes regiones:
- Corea (LCK): 4 equipos
- China (LPL): 4 equipos
- Europa, Oriente Medio y África (LEC): 3 equipos
- América del Norte (LCS): 3 equipos
- PCS (Taiwán, Hong Kong, Macao, Sudeste Asiático y Oceanía): 2 equipos
- Vietnam (VCS): 2 equipos
- Japón (LJL): 1 equipo
- Brasil (CBLOL): 1 equipo
- América Latina (LLA): 1 equipo
- Clasificatoria Mundial: 1 equipo

### Equipos
| Región                             | Seed                             | Equipo                           | ID                               | Vía de clasificación                 |
| Clasificados al evento principal   | Clasificados al evento principal | Clasificados al evento principal | Clasificados al evento principal | Clasificados al evento principal     |
| ---------------------------------- | -------------------------------- | -------------------------------- | -------------------------------- | ------------------------------------ |
| Corea                              | 1                                | Gen.G                            | GEN                              | Campeón de verano                    |
| Corea                              | 2                                | T1                               | T1                               | Equipo con más puntos de campeonato  |
| Corea                              | 3                                | KT Rolster                       | KT                               | Campeón del torneo clasificatorio    |
| Corea                              | 4                                | Dplus KIA                        | DK                               | Subcampeón del torneo clasificatorio |
| China                              | 1                                | JD Gaming                        | JDG                              | Campeón de verano                    |
| China                              | 2                                | Bilibili Gaming                  | BLG                              | Equipo con más puntos de campeonato  |
| China                              | 3                                | LNG Esports                      | LNG                              | Campeón del torneo clasificatorio    |
| China                              | 4                                | Weibo Gaming                     | WBG                              | Subcampeón del torneo clasificatorio |
| EMEA                               | 1                                | G2 Esports                       | G2                               | Campeón de la temporada              |
| EMEA                               | 2                                | Fnatic                           | FNC                              | Subcampeón de la temporada           |
| EMEA                               | 3                                | MAD Lions                        | MAD                              | 3r clasificado de la temporada       |
| América del Norte                  | 1                                | NRG                              | NRG                              | Campeón de verano                    |
| América del Norte                  | 2                                | Cloud9                           | C9                               | Subcampeón de verano                 |
| América del Norte                  | 3                                | Team Liquid                      | TL                               | 3r clasificado de verano             |
| Clasificados a la fase de apertura |                                  |                                  |                                  |                                      |
| PCS                                | 1                                | PSG Talon                        | PSG                              | Campeón de verano                    |
| PCS                                | 2                                | CTBC Flying Oyster               | CFO                              | Subcampeón de verano                 |
| Vietnam                            | 1                                | GAM Esports                      | GAM                              | Campeón de verano                    |
| Vietnam                            | 2                                | Team Whales                      | TW                               | Subcampeón de verano                 |
| Japón                              | 1                                | DetonatioN FocusMe               | DFM                              | Campeón de verano                    |
| Brasil                             | 1                                | LOUD                             | LLL                              | Campeón del segundo split            |
| América Latina                     | 1                                | Movistar R7                      | R7                               | Campeón de clausura                  |
| WQS                                | 1                                | Team BDS                         | BDS                              | Ganador de la clasificatoria mundial |

## Organización

### Sedes
| Fase de apertura             | Suizo            | Cuartos de final y semifinales | Final             |
| ---------------------------- | ---------------- | ------------------------------ | ----------------- |
| Seúl                         | Seúl             | Busan                          | Seúl              |
| LoL PARK (Estudio de la LCK) | KBS Arena        | Gimnasio Sajik                 | Gocheok Sky Dome  |
| Capacidad: 450               | Capacidad: 1 824 | Capacidad: 14 099              | Capacidad: 16 813 |
| Seúl Busán                   |                  |                                |                   |

### Calendario
- Fechas basadas en hora local (GMT +9)[3]

| FA | Fase de apertura | S | Suizo |

| Octubre de 2023        | 10 Mar | 11 Mié | 12 Jue | 13 Vie | 14 Sáb | 15 Dom | 16 Lun | 17 Mar | 18 Mié | 19 Jue | 20 Vie | 21 Sáb | 22 Dom | 23 Lun | 24 Mar | 25 Mié | 26 Jue | 27 Vie | 28 Sáb | 29 Dom | 30 Lun | 31 Mar |
| ---------------------- | ------ | ------ | ------ | ------ | ------ | ------ | ------ | ------ | ------ | ------ | ------ | ------ | ------ | ------ | ------ | ------ | ------ | ------ | ------ | ------ | ------ | ------ |
| Fase (n.º de partidos) | FA (2) | FA (2) | FA (2) | FA (2) | FA (2) | FA (2) |        |        |        | S (8)  | S (8)  | S (2)  | S (4)  | S (2)  |        |        | S (2)  | S (2)  | S (2)  | S (3)  |        |        |

| CF | Cuartos de final | SF | Semifinales | F | Final |

| Noviembre de 2023      | 1 Mié | 2 Jue  | 3 Vie  | 4 Sáb  | 5 Dom  | 6 Lun | 7 Mar | 8 Mié | 9 Jue | 10 Vie | 11 Sáb | 12 Dom | 13 Lun | 14 Mar | 15 Mié | 16 Jue | 17 Vie | 18 Sáb | 19 Dom |
| ---------------------- | ----- | ------ | ------ | ------ | ------ | ----- | ----- | ----- | ----- | ------ | ------ | ------ | ------ | ------ | ------ | ------ | ------ | ------ | ------ |
| Fase (n.º de partidos) |       | CF (1) | CF (1) | CF (1) | CF (1) |       |       |       |       |        | SF (1) | SF (1) |        |        |        |        |        |        | F (1)  |

## Resultados
En esta edición del torneo renueva su formato, compuesto por una fase de apertura de eliminación doble, un torneo suizo y el cuadro final (en formato clásico de cuartos de final, semifinales y final).

### Fase de apertura
La fase de apertura consistirá en dos grupos de cuatro equipos que se enfrentarán siguiendo un formato de eliminación doble (o formato GSL). De cada grupo, los dos primeros clasificados accederán a un partido de clasificación ante un equipo del otro grupo, el cual definirá los dos equipos que accederán al evento principal. Los enfrentamientos serán al mejor de 3 partidas a excepción de los enfrentamientos de clasificación que se disputará al mejor de 5 partidas.
Los grupos fueron determinados mediante sorteo

#### Grupo A
|  | Ronda 1 de ganadores | Ronda 1 de ganadores |           |      | Ronda 2 de ganadores | Ronda 2 de ganadores |  |
|  |                      |                      |           |      |                      |                      |  |
|  |                      |                      |           |      |                      |                      |  |
|  | LOUD                 | 2                    |           |      |                      |                      |  |
|  | LOUD                 | 2                    |           |      |                      |                      |  |
|  | GAM Esports          | 0                    |           |      |                      |                      |  |
|  | GAM Esports          | 0                    |           | LOUD | 0                    |                      |  |
|  |                      |                      |           | LOUD | 0                    |                      |  |
|  |                      |                      | PSG Talon | 2    |                      |                      |  |
|  | Movistar R7          | 0                    | PSG Talon | 2    |                      |                      |  |
|  | Movistar R7          | 0                    |           |      |                      |                      |  |
|  | PSG Talon            | 2                    |           |      |                      |                      |  |
|  | PSG Talon            | 2                    |           |      |                      |                      |  |
|  |                      |                      |           |      |                      |                      |  |

|  | Ronda 1 de perdedores | Ronda 1 de perdedores |             |   | Ronda 2 de perdedores | Ronda 2 de perdedores |  |
|  |                       |                       |             |   |                       |                       |  |
|  |                       |                       |             |   |                       |                       |  |
|  |                       |                       |             |   |                       |                       |  |
|  |                       |                       |             |   |                       |                       |  |
|  |                       |                       |             |   |                       |                       |  |
|  |                       | LOUD                  | 0           |   |                       |                       |  |
|  |                       |                       | 0           |   |                       |                       |  |
|  |                       |                       | GAM Esports | 2 |                       |                       |  |
|  | GAM Esports           | 2                     | GAM Esports | 2 |                       |                       |  |
|  | GAM Esports           | 2                     |             |   |                       |                       |  |
|  | Movistar R7           | 0                     |             |   |                       |                       |  |
|  | Movistar R7           | 0                     |             |   |                       |                       |  |
|  |                       |                       |             |   |                       |                       |  |

##### Ronda 1 de ganadores
| Equipo      | Resultado |
| ----------- | --------- |
| LOUD        | 2         |
| GAM Esports | 0         |

| Fecha   | Partido | Lado azul | Resultado | Resultado | Lado rojo |
| ------- | ------- | --------- | --------- | --------- | --------- |
| 10 oct. | 1       | LLL       | V         | D         | GAM       |
| 10 oct. | 2       | GAM       | D         | V         | LLL       |
| 10 oct. | 3       | —         | —         | —         | —         |

| Equipo      | Resultado |
| ----------- | --------- |
| PSG Talon   | 2         |
| Movistar R7 | 0         |

| Fecha   | Partido | Lado azul | Resultado | Resultado | Lado rojo |
| ------- | ------- | --------- | --------- | --------- | --------- |
| 10 oct. | 1       | PSG       | V         | D         | R7        |
| 10 oct. | 2       | PSG       | V         | D         | R7        |
| 10 oct. | 3       | —         | —         | —         | —         |

##### Ronda 2 de ganadores
| Equipo    | Resultado |
| --------- | --------- |
| LOUD      | 0         |
| PSG Talon | 2         |

| Fecha   | Partido | Lado azul | Resultado | Resultado | Lado rojo |
| ------- | ------- | --------- | --------- | --------- | --------- |
| 12 oct. | 1       | PSG       | V         | D         | LLL       |
| 12 oct. | 2       | LLL       | D         | V         | PSG       |
| 12 oct. | 3       | —         | —         | —         | —         |

##### Ronda 1 de perdedores
| Equipo      | Resultado |
| ----------- | --------- |
| GAM Esports | 2         |
| Movistar R7 | 0         |

| Fecha   | Partido | Lado azul | Resultado | Resultado | Lado rojo |
| ------- | ------- | --------- | --------- | --------- | --------- |
| 13 oct. | 1       | R7        | D         | V         | GAM       |
| 13 oct. | 2       | R7        | D         | V         | GAM       |
| 13 oct. | 3       | —         | —         | —         | —         |

##### Ronda 2 de perdedores
| Equipo      | Resultado |
| ----------- | --------- |
| LOUD        | 0         |
| GAM Esports | 2         |

| Fecha   | Partido | Lado azul | Resultado | Resultado | Lado rojo |
| ------- | ------- | --------- | --------- | --------- | --------- |
| 14 oct. | 1       | LLL       | D         | V         | GAM       |
| 14 oct. | 2       | LLL       | D         | V         | GAM       |
| 14 oct. | 3       | —         | —         | —         | —         |

#### Grupo B
|  | Ronda 1 de ganadores | Ronda 1 de ganadores |                    |             | Ronda 2 de ganadores | Ronda 2 de ganadores |  |
|  |                      |                      |                    |             |                      |                      |  |
|  |                      |                      |                    |             |                      |                      |  |
|  | Team BDS             | 1                    |                    |             |                      |                      |  |
|  | Team BDS             | 1                    |                    |             |                      |                      |  |
|  | Team Whales          | 2                    |                    |             |                      |                      |  |
|  | Team Whales          | 2                    |                    | Team Whales | 2                    |                      |  |
|  |                      |                      |                    | Team Whales | 2                    |                      |  |
|  |                      |                      | CTBC Flying Oyster | 1           |                      |                      |  |
|  | DetonatioN FocusMe   | 0                    | CTBC Flying Oyster | 1           |                      |                      |  |
|  | DetonatioN FocusMe   | 0                    |                    |             |                      |                      |  |
|  | CTBC Flying Oyster   | 2                    |                    |             |                      |                      |  |
|  | CTBC Flying Oyster   | 2                    |                    |             |                      |                      |  |
|  |                      |                      |                    |             |                      |                      |  |

|  | Ronda 1 de perdedores | Ronda 1 de perdedores |          |   | Ronda 2 de perdedores | Ronda 2 de perdedores |  |
|  |                       |                       |          |   |                       |                       |  |
|  |                       |                       |          |   |                       |                       |  |
|  |                       |                       |          |   |                       |                       |  |
|  |                       |                       |          |   |                       |                       |  |
|  |                       |                       |          |   |                       |                       |  |
|  |                       | CTBC Flying Oyster    | 0        |   |                       |                       |  |
|  |                       |                       | 0        |   |                       |                       |  |
|  |                       |                       | Team BDS | 2 |                       |                       |  |
|  | Team BDS              | 2                     | Team BDS | 2 |                       |                       |  |
|  | Team BDS              | 2                     |          |   |                       |                       |  |
|  | DetonatioN FocusMe    | 0                     |          |   |                       |                       |  |
|  | DetonatioN FocusMe    | 0                     |          |   |                       |                       |  |
|  |                       |                       |          |   |                       |                       |  |

##### Ronda 1 de ganadores
| Equipo      | Resultado |
| ----------- | --------- |
| Team BDS    | 1         |
| Team Whales | 2         |

| Fecha   | Partido | Lado azul | Resultado | Resultado | Lado rojo |
| ------- | ------- | --------- | --------- | --------- | --------- |
| 11 oct. | 1       | BDS       | V         | D         | TW        |
| 11 oct. | 2       | BDS       | D         | V         | TW        |
| 11 oct. | 3       | TW        | V         | D         | BDS       |

| Equipo             | Resultado |
| ------------------ | --------- |
| DetonatioN FocusMe | 0         |
| CTBC Flying Oyster | 2         |

| Fecha   | Partido | Lado azul | Resultado | Resultado | Lado rojo |
| ------- | ------- | --------- | --------- | --------- | --------- |
| 11 oct. | 1       | DFM       | D         | V         | CFO       |
| 11 oct. | 2       | CFO       | V         | D         | DFM       |
| 11 oct. | 3       | —         | —         | —         | —         |

##### Ronda 2 de ganadores
| Equipo             | Resultado |
| ------------------ | --------- |
| Team Whales        | 2         |
| CTBC Flying Oyster | 1         |

| Fecha   | Partido | Lado azul | Resultado | Resultado | Lado rojo |
| ------- | ------- | --------- | --------- | --------- | --------- |
| 12 oct. | 1       | CFO       | V         | D         | TW        |
| 12 oct. | 2       | TW        | V         | D         | CFO       |
| 12 oct. | 3       | CFO       | D         | V         | TW        |

##### Ronda 1 de perdedores
| Equipo             | Resultado |
| ------------------ | --------- |
| Team BDS           | 2         |
| DetonatioN FocusMe | 0         |

| Fecha   | Partido | Lado azul | Resultado | Resultado | Lado rojo |
| ------- | ------- | --------- | --------- | --------- | --------- |
| 13 oct. | 1       | DFM       | D         | V         | BDS       |
| 13 oct. | 2       | BDS       | V         | D         | DFM       |
| 13 oct. | 3       | —         | —         | —         | —         |

##### Ronda 2 de perdedores
| Equipo             | Resultado |
| ------------------ | --------- |
| CTBC Flying Oyster | 0         |
| Team BDS           | 2         |

| Fecha   | Partido | Lado azul | Resultado | Resultado | Lado rojo |
| ------- | ------- | --------- | --------- | --------- | --------- |
| 14 oct. | 1       | CFO       | D         | V         | BDS       |
| 14 oct. | 2       | CFO       | D         | V         | BDS       |
| 14 oct. | 3       | —         | —         | —         | —         |

### Ronda clasificatoria
| Seed | Equipo    | Resultado |
| ---- | --------- | --------- |
| 1A   | PSG Talon | 2         |
| 2B   | Team BDS  | 3         |

| Fecha   | Partido | Lado azul | Resultado | Resultado | Lado rojo |
| ------- | ------- | --------- | --------- | --------- | --------- |
| 15 oct. | 1       | PSG       | V         | D         | BDS       |
| 15 oct. | 2       | BDS       | D         | V         | PSG       |
| 15 oct. | 3       | BDS       | V         | D         | PSG       |
| 15 oct. | 4       | PSG       | D         | V         | BDS       |
| 15 oct. | 5       | PSG       | D         | V         | BDS       |

| Seed | Equipo      | Resultado |
| ---- | ----------- | --------- |
| 1B   | Team Whales | 1         |
| 2A   | GAM Esports | 3         |

| Fecha   | Partido | Lado azul | Resultado | Resultado | Lado rojo |
| ------- | ------- | --------- | --------- | --------- | --------- |
| 15 oct. | 1       | GAM       | V         | D         | TW        |
| 15 oct. | 2       | GAM       | D         | V         | TW        |
| 15 oct. | 3       | GAM       | V         | D         | TW        |
| 15 oct. | 4       | GAM       | V         | D         | TW        |
| 15 oct. | 5       | —         | —         | —         | —         |

### Evento Principal
El evento principal consiste de una fase de torneo suizo entre los 16 equipos clasificados, de los cuales 8 avanzará a la fase final.

#### Bombos
Los bombos fueron determinados en base al seed con el cual clasificaron.
| Bombo 1    | Bombo 2         | Bombo 3     | Bombo 4      |
| ---------- | --------------- | ----------- | ------------ |
| Gen.G      | T1              | KT Rolster  | Dplus KIA    |
| JD Gaming  | Bilibili Gaming | LNG Esports | Weibo Gaming |
| G2 Esports | Fnatic          | MAD Lions   | Team BDS     |
| NRG        | Cloud9          | Team Liquid | GAM Esports  |

#### Suizo
El torneo suizo  consiste en enfrentar a cada equipo con un oponente de su misma puntuación en cada ronda. Naturalmente esa búsqueda se realiza según reglas objetivas, sin dejar margen a factores arbitrarios. Los equipos que logren 3 victorias accederán a la fase final, quedando eliminados el resto de los equipos, que habrán acumulado 3 derrotas. En ambos casos, los equipos en cuestión no jugarán las rondas restantes. De este modo ocho equipos avanzarán a la fase final.
Para la primera ronda, se sortearán los enfrentamientos de modo que los equipos del bombo 1 se enfrenten a los del bombo 4 y los del bombo 2 se enfrenten a aquellos del bombo 3, con la restricción adicional de que dos equipos de una misma región no podrán enfrentarse en esta ronda. A partir de la segunda ronda, todos los enfrentamientos serán sorteados sin ningún tipo de restricción.
Los enfrentamientos serán de una sola partida a excepción de los enfrentamientos de clasificación y eliminación que se disputarán al mejor de 3 partidas.
     - Clasificados a cuartos de final.
| Equipo          | V | D | R1       | R2       | R3           | R4           | R5           |
| --------------- | - | - | -------- | -------- | ------------ | ------------ | ------------ |
| Gen.G           | 3 | 0 | V vs GAM | V vs T1  | 2 - 0 vs G2  |              |              |
| JD Gaming       | 3 | 0 | V vs BDS | V vs BLG | 2 - 1 vs LNG |              |              |
| LNG Esports     | 3 | 1 | V vs FNC | V vs C9  | 1 - 2 vs JDG | 2 - 1 vs KT  |              |
| NRG             | 3 | 1 | D vs WBG | V vs TL  | V vs MAD     | 2 - 0 vs G2  |              |
| T1              | 3 | 1 | V vs TL  | D vs GEN | V vs C9      | 2 - 0 vs BLG |              |
| Bilibili Gaming | 3 | 2 | V vs KT  | D vs JDG | V vs FNC     | 0 - 2 vs T1  | 2 - 1 vs G2  |
| KT Rolster      | 3 | 2 | D vs BLG | V vs DK  | V vs WBG     | 1 - 2 vs LNG | 2 - 0 vs DK  |
| Weibo Gaming    | 3 | 2 | V vs NRG | D vs G2  | D vs KT      | 2 - 0 vs MAD | 2 - 1 vs FNC |
| Dplus KIA       | 2 | 3 | D vs G2  | D vs KT  | 2 - 0 vs BDS | 2 - 0 vs GAM | 0 - 2 vs KT  |
| Fnatic          | 2 | 3 | D vs LNG | V vs GAM | D vs BLG     | 2 - 1 vs C9  | 1 - 2 vs WBG |
| G2 Esports      | 2 | 3 | V vs DK  | V vs WBG | 0 - 2 vs GEN | 0 - 2 vs NRG | 1 - 2 vs BLG |
| Cloud9          | 1 | 3 | V vs MAD | D vs LNG | D vs T1      | 1 - 2 vs FNC |              |
| GAM Esports     | 1 | 3 | D vs GEN | D vs FNC | 2 - 1 vs TL  | 0 - 2 vs DK  |              |
| MAD Lions       | 1 | 3 | D vs C9  | V vs BDS | D vs NRG     | 0 - 2 vs WBG |              |
| Team BDS        | 0 | 3 | D vs JDG | D vs MAD | 0 - 2 vs DK  |              |              |
| Team Liquid     | 0 | 3 | D vs T1  | D vs NRG | 1 - 2 vs GAM |              |              |

###### Ronda 1
| Fecha   | Partido | Lado azul | Resultado | Resultado | Lado rojo |
| ------- | ------- | --------- | --------- | --------- | --------- |
| 19 oct. | 1       | T1        | V         | D         | TL        |
| 19 oct. | 2       | C9        | V         | D         | MAD       |
| 19 oct. | 3       | GEN       | V         | D         | GAM       |
| 19 oct. | 4       | BDS       | D         | V         | JDG       |
| 19 oct. | 5       | G2        | V         | D         | DK        |
| 19 oct. | 6       | WBG       | V         | D         | NRG       |
| 19 oct. | 7       | LNG       | V         | D         | FNC       |
| 19 oct. | 8       | BLG       | V         | D         | KT        |

###### Ronda 2
| Fecha   | Partido | Lado azul | Resultado | Resultado | Lado rojo |
| ------- | ------- | --------- | --------- | --------- | --------- |
| 20 oct. | 1       | NRG       | V         | D         | TL        |
| 20 oct. | 2       | C9        | D         | V         | LNG       |
| 20 oct. | 3       | MAD       | V         | D         | BDS       |
| 20 oct. | 4       | FNC       | V         | D         | GAM       |
| 20 oct. | 5       | GEN       | V         | D         | T1        |
| 20 oct. | 6       | G2        | V         | D         | WBG       |
| 20 oct. | 7       | JDG       | V         | D         | BLG       |
| 20 oct. | 8       | DK        | D         | V         | KT        |

##### Ronda 3
| Fecha   | Partido | Lado azul | Resultado | Resultado | Lado rojo |
| ------- | ------- | --------- | --------- | --------- | --------- |
| 21 oct. | 1       | JDG       | V         | D         | LNG       |
| 21 oct. | 2       | LNG       | V         | D         | JDG       |
| 21 oct. | 3       | JDG       | V         | D         | LNG       |
| 21 oct. | 4       | G2        | D         | V         | GEN       |
| 21 oct. | 5       | G2        | D         | V         | GEN       |
| 22 oct. | 1       | T1        | V         | D         | C9        |
| 22 oct. | 2       | NRG       | V         | D         | MAD       |
| 22 oct. | 3       | BLG       | V         | D         | FNC       |
| 22 oct. | 4       | KT        | V         | D         | WBG       |
| 23 oct. | 1       | TL        | D         | V         | GAM       |
| 23 oct. | 2       | TL        | V         | D         | GAM       |
| 23 oct. | 3       | GAM       | V         | D         | TL        |
| 23 oct. | 4       | DK        | V         | D         | BDS       |
| 23 oct. | 5       | BDS       | D         | V         | DK        |

##### Ronda 4
| Fecha   | Partido | Lado azul | Resultado | Resultado | Lado rojo |
| ------- | ------- | --------- | --------- | --------- | --------- |
| 26 oct. | 1       | C9        | V         | D         | FNC       |
| 26 oct. | 2       | FNC       | V         | D         | C9        |
| 26 oct. | 3       | C9        | D         | V         | FNC       |
| 26 oct. | 4       | MAD       | D         | V         | WBG       |
| 26 oct. | 5       | MAD       | D         | V         | WBG       |
| 27 oct. | 1       | DK        | V         | D         | GAM       |
| 27 oct. | 2       | GAM       | D         | V         | DK        |
| 27 oct. | 3       | KT        | D         | V         | LNG       |
| 27 oct. | 4       | KT        | V         | D         | LNG       |
| 27 oct. | 5       | LNG       | V         | D         | KT        |
| 28 oct. | 1       | NRG       | V         | D         | G2        |
| 28 oct. | 2       | G2        | D         | V         | NRG       |
| 28 oct. | 3       | T1        | V         | D         | BLG       |
| 28 oct. | 4       | BLG       | D         | V         | T1        |

##### Ronda 5
| Fecha   | Partido | Lado azul | Resultado | Resultado | Lado rojo |
| ------- | ------- | --------- | --------- | --------- | --------- |
| 29 oct. | 1       | KT        | V         | D         | DK        |
| 29 oct. | 2       | DK        | D         | V         | KT        |
| 29 oct. | 3       | FNC       | V         | D         | WBG       |
| 29 oct. | 4       | WBG       | V         | D         | FNC       |
| 29 oct. | 5       | FNC       | D         | V         | WBG       |
| 29 oct. | 6       | G2        | D         | V         | BLG       |
| 29 oct. | 7       | G2        | V         | D         | BLG       |
| 29 oct. | 8       | BLG       | V         | D         | G2        |

### Fase final
Los 8 equipos clasificados se enfrentarán en llaves de cuartos de final, semifinales y final. Los enfrentamientos se determinarán por sorteo. Los enfrentamientos serán al mejor de 5 partidas.
|  | Cuartos de final   | Cuartos de final   |              |                 | Semifinales          | Semifinales          |  |              | Final           | Final           |  |
|  | 2 a 5 de noviembre | 2 a 5 de noviembre |              |                 | 11 y 12 de noviembre | 11 y 12 de noviembre |  |              | 19 de noviembre | 19 de noviembre |  |
|  |                    |                    |              |                 |                      |                      |  |              |                 |                 |  |
|  |                    |                    |              |                 |                      |                      |  |              |                 |                 |  |
|  | Gen G.             | 2                  |              |                 |                      |                      |  |              |                 |                 |  |
|  | Gen G.             | 2                  |              |                 |                      |                      |  |              |                 |                 |  |
|  | Bilibili Gaming    | 3                  |              |                 |                      |                      |  |              |                 |                 |  |
|  | Bilibili Gaming    | 3                  |              | Bilibili Gaming | 2                    |                      |  |              |                 |                 |  |
|  |                    |                    |              | Bilibili Gaming | 2                    |                      |  |              |                 |                 |  |
|  |                    |                    | Weibo Gaming | 3               |                      |                      |  |              |                 |                 |  |
|  | NRG                | 0                  | Weibo Gaming | 3               |                      |                      |  |              |                 |                 |  |
|  | NRG                | 0                  |              |                 |                      |                      |  |              |                 |                 |  |
|  | Weibo Gaming       | 3                  |              |                 |                      |                      |  |              |                 |                 |  |
|  | Weibo Gaming       | 3                  |              |                 |                      |                      |  | Weibo Gaming | 0               |                 |  |
|  |                    |                    |              |                 |                      |                      |  | Weibo Gaming | 0               |                 |  |
|  |                    |                    | T1           | 3               |                      |                      |  |              |                 |                 |  |
|  | JD Gaming          | 3                  | T1           | 3               |                      |                      |  |              |                 |                 |  |
|  | JD Gaming          | 3                  |              |                 |                      |                      |  |              |                 |                 |  |
|  | KT Rolster         | 1                  |              |                 |                      |                      |  |              |                 |                 |  |
|  | KT Rolster         | 1                  |              | JD Gaming       | 1                    |                      |  |              |                 |                 |  |
|  |                    |                    |              | JD Gaming       | 1                    |                      |  |              |                 |                 |  |
|  |                    |                    | T1           | 3               |                      |                      |  |              |                 |                 |  |
|  | LNG Esports        | 0                  | T1           | 3               |                      |                      |  |              |                 |                 |  |
|  | LNG Esports        | 0                  |              |                 |                      |                      |  |              |                 |                 |  |
|  | T1                 | 3                  |              |                 |                      |                      |  |              |                 |                 |  |
|  | T1                 | 3                  |              |                 |                      |                      |  |              |                 |                 |  |
|  |                    |                    |              |                 |                      |                      |  |              |                 |                 |  |

### Cuartos de final
| Equipo       | Resultado |
| ------------ | --------- |
| NRG          | 0         |
| Weibo Gaming | 3         |

| Fecha  | Partido | Lado azul | Resultado | Resultado | Lado rojo |
| ------ | ------- | --------- | --------- | --------- | --------- |
| 2 nov. | 1       | NRG       | D         | V         | WBG       |
| 2 nov. | 2       | NRG       | D         | V         | WBG       |
| 2 nov. | 3       | NRG       | D         | V         | WBG       |
| 2 nov. | 4       | —         | —         | —         | —         |
| 2 nov. | 5       | —         | —         | —         | —         |

| Equipo          | Resultado |
| --------------- | --------- |
| Gen.G           | 2         |
| Bilibili Gaming | 3         |

| Fecha  | Partido | Lado azul | Resultado | Resultado | Lado rojo |
| ------ | ------- | --------- | --------- | --------- | --------- |
| 3 nov. | 1       | GEN       | D         | V         | BLG       |
| 3 nov. | 2       | BLG       | V         | D         | GEN       |
| 3 nov. | 3       | GEN       | V         | D         | BLG       |
| 3 nov. | 4       | BLG       | D         | V         | GEN       |
| 3 nov. | 5       | BLG       | V         | D         | GEN       |

| Equipo     | Resultado |
| ---------- | --------- |
| JD Gaming  | 3         |
| KT Rolster | 1         |

| Fecha  | Partido | Lado azul | Resultado | Resultado | Lado rojo |
| ------ | ------- | --------- | --------- | --------- | --------- |
| 4 nov. | 1       | JDG       | D         | V         | KT        |
| 4 nov. | 2       | JDG       | V         | D         | KT        |
| 4 nov. | 3       | KT        | D         | V         | JDG       |
| 4 nov. | 4       | KT        | D         | V         | JDG       |
| 4 nov. | 5       | —         | —         | —         | —         |

| Equipo      | Resultado |
| ----------- | --------- |
| LNG Esports | 0         |
| T1          | 3         |

| Fecha  | Partido | Lado azul | Resultado | Resultado | Lado rojo |
| ------ | ------- | --------- | --------- | --------- | --------- |
| 5 nov. | 1       | LNG       | D         | V         | T1        |
| 5 nov. | 2       | LNG       | D         | V         | T1        |
| 5 nov. | 3       | LNG       | D         | V         | T1        |
| 5 nov. | 4       | —         | —         | —         | —         |
| 5 nov. | 5       | —         | —         | —         | —         |

### Semifinales
| Equipo          | Resultado |
| --------------- | --------- |
| Weibo Gaming    | 3         |
| Bilibili Gaming | 2         |

| Fecha   | Partido | Lado azul | Resultado | Resultado | Lado rojo |
| ------- | ------- | --------- | --------- | --------- | --------- |
| 11 nov. | 1       | WBG       | V         | D         | BLG       |
| 11 nov. | 2       | BLG       | V         | D         | WBG       |
| 11 nov. | 3       | WBG       | V         | D         | BLG       |
| 11 nov. | 4       | BLG       | V         | D         | WBG       |
| 11 nov. | 5       | WBG       | V         | D         | BLG       |

| Equipo    | Resultado |
| --------- | --------- |
| JD Gaming | 1         |
| T1        | 3         |

| Fecha   | Partido | Lado azul | Resultado | Resultado | Lado rojo |
| ------- | ------- | --------- | --------- | --------- | --------- |
| 12 nov. | 1       | T1        | V         | D         | JDG       |
| 12 nov. | 2       | JDG       | V         | D         | T1        |
| 12 nov. | 3       | T1        | V         | D         | JDG       |
| 12 nov. | 4       | JDG       | D         | V         | T1        |
| 12 nov. | 5       | —         | —         | —         | —         |

### Final
| Equipo       | Resultado |
| ------------ | --------- |
| Weibo Gaming | 0         |
| T1           | 3         |

| Fecha   | Partido | Lado azul | Resultado | Resultado | Lado rojo |
| ------- | ------- | --------- | --------- | --------- | --------- |
| 19 nov. | 1       | WBG       | D         | V         | T1        |
| 19 nov. | 2       | WBG       | D         | V         | T1        |
| 19 nov. | 3       | WBG       | D         | V         | T1        |
| 19 nov. | 4       | —         | —         | —         | —         |
| 19 nov. | 5       | —         | —         | —         | —         |

## Clasificación final

### Clasificación de equipos
No incluye partidos de desempate
| Pos.        | Región | Equipo             | FA    | RC    | FS    | CF    | SF    | F     | Premio (%) | Premio (USD) |
| ----------- | ------ | ------------------ | ----- | ----- | ----- | ----- | ----- | ----- | ---------- | ------------ |
| 1.º         | LCK    | T1                 |       |       | 4 - 1 | 3 - 0 | 3 - 1 | 3 - 0 | 20%        | 445 000 $    |
| 2.º         | LPL    | Weibo Gaming       |       |       | 4 - 3 | 3 - 0 | 3 - 2 | 0 - 3 | 15%        | 333 750 $    |
| 3.º - 4.º   | LPL    | JD Gaming          |       |       | 4 - 1 | 3 - 1 | 1 - 3 |       | 8%         | 178 000 $    |
| 3.º - 4.º   | LPL    | Bilibili Gaming    |       |       | 4 - 3 | 3 - 2 | 2 - 3 |       | 8%         | 178 000 $    |
| 5.º - 8.º   | LCK    | Gen.G              |       |       | 4 - 0 | 2 - 3 |       |       | 4,5%       | 100 125 $    |
| 5.º - 8.º   | LCK    | KT Rolster         |       |       | 4 - 2 | 1 - 3 |       |       | 4,5%       | 100 125 $    |
| 5.º - 8.º   | LCS    | NRG Esports        |       |       | 4 - 1 | 0 - 3 |       |       | 4,5%       | 100 125 $    |
| 5.º - 8.º   | LPL    | LNG Esports        |       |       | 4 - 2 | 0 - 3 |       |       | 4,5%       | 100 125 $    |
| 9.º - 11.º  | LEC    | G2 Esports         |       |       | 3 - 4 |       |       |       | 3,25%      | 72 312,50 $  |
| 9.º - 11.º  | LEC    | Fnatic             |       |       | 3 - 4 |       |       |       | 3,25%      | 72 312,50 $  |
| 9.º - 11.º  | LCK    | Dplus KIA          |       |       | 2 - 4 |       |       |       | 3,25%      | 72 312,50 $  |
| 12.º - 14.º | LCS    | Cloud9             |       |       | 2 - 4 |       |       |       | 2,75%      | 61 187,50 $  |
| 12.º - 14.º | LEC    | MAD Lions          |       |       | 1 - 4 |       |       |       | 2,75%      | 61 187,50 $  |
| 12.º - 14.º | VCS    | GAM Esports        | 4 - 2 | 3 - 1 | 1 - 4 |       |       |       | 2,75%      | 61 187,50 $  |
| 15.º - 16.º | LCS    | Team Liquid        |       |       | 1 - 4 |       |       |       | 2,25%      | 50 062,50 $  |
| 15.º - 16.º | LEC    | Team BDS           | 5 - 2 | 3 - 2 | 0 - 4 |       |       |       | 2,25%      | 50 062,50 $  |
| 17.º - 18.º | PCS    | PSG Talon          | 4 - 0 | 2 - 3 |       |       |       |       | 1,75%      | 38 937,50 $  |
| 17.º - 18.º | VCS    | Team Whales        | 4 - 2 | 1 - 3 |       |       |       |       | 1,75%      | 38 937,50 $  |
| 19.º - 20.º | PCS    | CTBC Flying Oyster | 3 - 4 |       |       |       |       |       | 1,5%       | 33 375$      |
| 19.º - 20.º | CBLOL  | LOUD               | 2 - 4 |       |       |       |       |       | 1,5%       | 33 375$      |
| 21.º - 22.º | LJL    | DetonatioN FocusMe | 0 - 4 |       |       |       |       |       | 1%         | 22 250 $     |
| 21.º - 22.º | LLA    | Movistar R7        | 0 - 4 |       |       |       |       |       | 1%         | 22 250 $     |

### Clasificación de regiones
- La clasificación de regiones es la base que usa Riot Games para decidir las plazas y bombos para los siguientes MSI y campeonatos mundiales.
- La media de victorias se calcula teniendo en cuenta los partidos ganados comparados con los jugados.
- Se priorizan los partidos de fase final.

| Pos. | Región            | Liga  | Equipos     | FA                       | FS                        | CF                      | SF                      | F                       |
| ---- | ----------------- | ----- | ----------- | ------------------------ | ------------------------- | ----------------------- | ----------------------- | ----------------------- |
| 1.º  | Corea             | LCK   | 4           |                          | 4 equipos 15V - 10D (60%) | 3 equipos 6V - 6D (50%) | 1 Equipo 3V - 1D (75%)  | 1 Equipo 3V - 0D (100%) |
| 2.º  | China             | LPL   | 4           |                          | 4 equipos 18V - 11D (62%) | 4 equipos 9V - 6D (60%) | 3 equipos 6V - 8D (43%) | 1 Equipo 0V - 3D (0%)   |
| 3.º  | América del Norte | LCS   | 3           |                          | 3 equipos 7V - 9D (44%)   | 1 Equipo 0V - 3D (0%)   |                         |                         |
| 4.º  | Europa            | LEC   | 3 (S) 1 (A) | 1 Equipo 8V - 4D (66%)   | 4 equipos 8V - 19D (30%)  |                         |                         |                         |
| 5.º  | Vietnam           | VCS   | 2           | 2 equipos 12V - 8D (60%) | 1 Equipo 2V - 5D (29%)    |                         |                         |                         |
| 6.º  | PCS               | PCS   | 2           | 2 equipos 9V - 7D (56%)  |                           |                         |                         |                         |
| 7.º  | Brasil            | CBLOL | 1           | 1 Equipo 2V - 4D (33%)   |                           |                         |                         |                         |
| 8.º  | Japón             | LJL   | 1           | 1 Equipo 0V - 4D (0%)    |                           |                         |                         |                         |
| 9.º  | América Latina    | LLA   | 1           | 1 Equipo 0V - 4D (0%)    |                           |                         |                         |                         |